# 阮金山
阮金山（1966年11月18日—），男性，京族，越共党员，海防市建瑞县人，越南政治人物、学者。

## 人物经历
阮金山早年在河内国家大学下属的社會科學與人文大學汉喃文学系就读，主攻方向为东亚文化及儒学史，并于1996年获得博士学位，毕业后留校任职，先后出任河内社會科學與人文大學中國研究中心副主任、主任、副校长、河内国家大学总副校长等职务，期间他曾出版多本儒学研究著作；并于2005年获得副教授职称。
2016年7月，阮金山接替已经升任越南教育培训部部长的冯春雅，成为新任河内国家大学校长。2021年，阮金山在越共十三大上当选为中央委员，并于同年4月出任教育培训部部长。